# Caprera
Caprera je italský ostrov, který se nachází u pobřeží Sardinie a celý je přírodní rezervací. Ostrov je součástí souostroví Maddalena v Bonifaciově úžině. Je řídce obydlený, spíše jde o turistickou destinaci. Jižní rozšíření ostrova je oblast, kde je maximální ochrana životního prostředí. Nejvyšším bodem ostrova je Monte Tejalone (212 m n. m.). Na ostrově se nachází mnoho endemických druhů.

## Historie
Caprera je spojená se jménem italského vojevůdce, revolucionáře a politika Giuseppe Garibaldiho, jemuž byl na sklonku jeho života italskou vládou určen pobyt na tomto ostrůvku. Garibaldi zde žil až do smrti a je na Capreře pohřben. Jeho dům a ostatní jeho věci se staly relikviemi jednoho nejznámějšího a nejnavštěvovanějšího muzea v Itálii. 

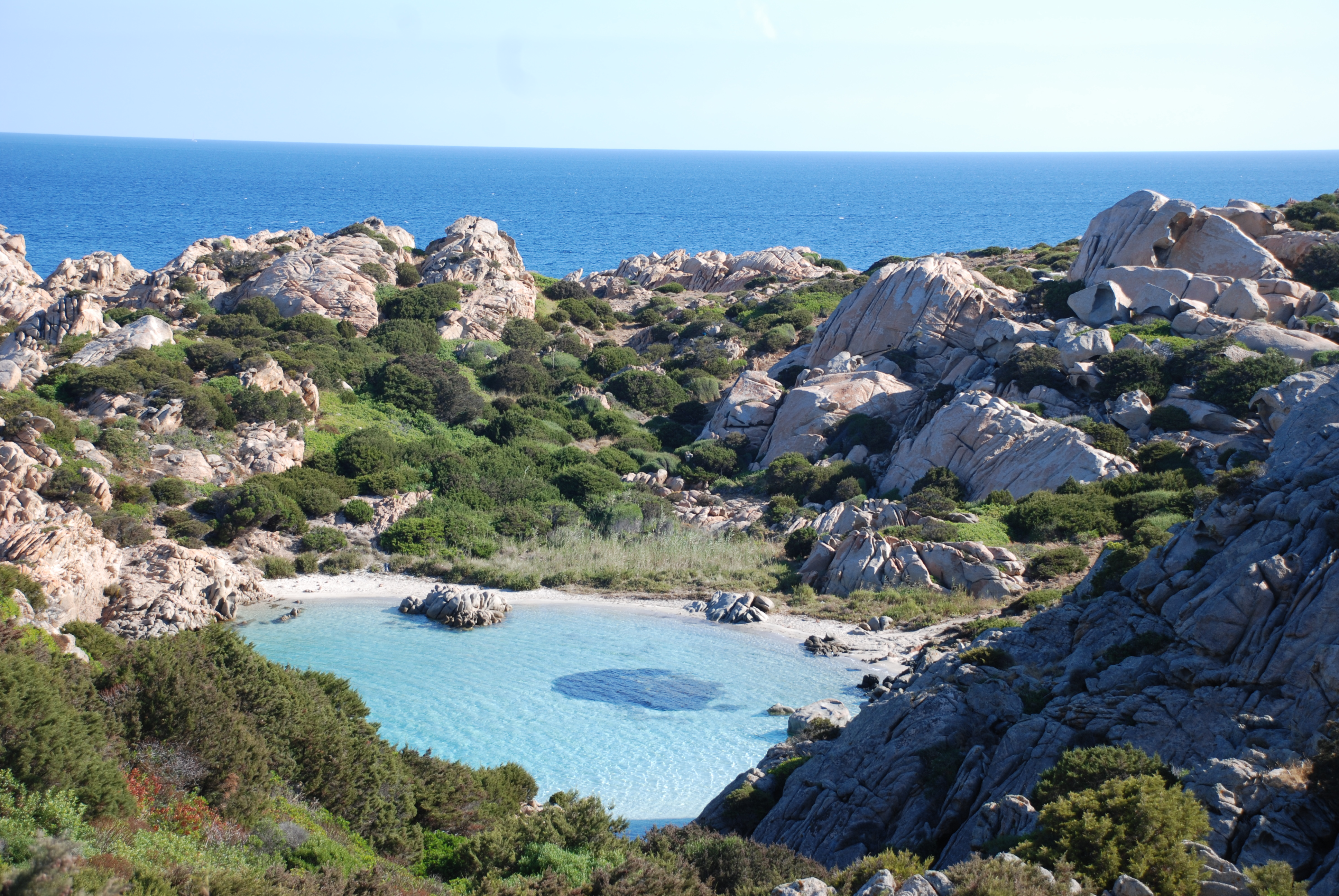
Cala Napoletana